# Common Open Software Environment
Common Open Software Environment или COSE — организация, созданная в марте 1993 года крупными поставщиками Unix с целью определить открытые, унифицированные стандарты для операционных систем.

## Предыстория
COSE была создана в период «юниксовых войн». Microsoft, уже доминирующая на рынке настольных компьютеров, начала вытеснять Unix из двух его исторических ниш: рабочих станций и дата-центров. К тому же, Novell стала ориентироваться на сети от Microsoft при создании NetWare.
В отличие от предшествующих попыток стандартизации, COSE не была сформирована в качестве оппозиции против других поставщиков Unix и была ориентирована на стандартизацию уже существующих технологий, а не внедрение новых.
Изначально членами (известны как «Большая Шестёрка», или «SUUSHI») были:
- Hewlett-Packard
- IBM
- Santa Cruz Operation
- Sun Microsystems
- Univel
- Unix System Laboratories

Эти компании представляли собой почти всех ключевых игроков рынка Юникс конца 1980-х — начала 1990-х годов. Изначально Digital Equipment Corporation, сооснователь Open Software Foundation (OSF), не входила в COSE; только в июле следующего года компания поддержала эту инициативу.
Областями работы COSE были: единая графическая среда; сетевые интерфейсы; графика; мультимедиа. 1 сентября 1993 года было объявлено о начале работы по созданию единой спецификации Unix.

## Стандартизация Unix
В отличие от OSF или Unix International (UI), COSE не ставила целью создание и продвижение единой операционной системы. Её задачей было описание и документирование интерфейсов существующих операционных систем. Получившаяся спецификация, изначально известная как «Spec 1170», затем стала называться Single Unix Specification.
Spec 1170 была названа так после первых попыток COSE определить число используемых интерфейсов Unix; в результате исследования большого числа приложений было выявлено 1170 системных и библиотечных вызовов. В дальнейшем, число интерфейсов продолжило расти.
Управление спецификацией было поручено X/Open. В октябре 1993 года было объявлено, что торговый знак UNIX, принадлежащий в то время Novell, будет передан X/Open. Это означало, что бренд UNIX не был больше привязан к конкретной реализации; любая компания теперь могла создать версию операционной системы, совместимую со спецификацией UNIX, с правом использования бренда UNIX.

## Дальнейшее развитие
В марте 1994 года UI и OSF объявили о слиянии в новую организацию, которая сохранила имя OSF. COSE стала основой для организации «Pre-Structured Technology» (PST). В 1996 году новая OSF и X/Open слились, образовав The Open Group.